# Чортеков, Анварбек
Анварбек Чортеков (1920—1989) — младший лейтенант Советской армии, участник Великой Отечественной войны, Герой Советского Союза (1944).

## Биография
Родился 10 октября 1920 года в селе Терек-Суу, Семиреченской области, Туркестанской АССР (ныне — Ат-Башинский район, Нарынская область, Кыргызстан). После окончания неполной средней школы работал агротехником. В апреле 1943 года был призван на службу в Рабоче-крестьянскую Красную армию. С августа того же года — на фронтах Великой Отечественной войны, был помощником командира взвода 1129-го стрелкового полка 337-й стрелковой дивизии 40-й армии Воронежского фронта. Отличился во время битвы за Днепр.
25 сентября 1943 года одним из первых переправился через Днепр в районе села Зарубинцы Монастырищенского района Черкасской области Украинской ССР и принял активное участие в боях за захват и удержание плацдарма на его западном берегу. Во время боёв за сёла Григоровка и Луковица Каневского района он заменил собой выбывшего из строя командира взвода и успешно руководил действиями подразделения, при этом сам был ранен, но остался в строю.
Указом Президиума Верховного Совета СССР «О присвоении звания Героя Советского Союза генералам, офицерскому, сержантскому и рядовому составу Красной Армии» от 10 января 1944 года за «образцовое выполнение боевых заданий командования на фронте борьбы с немецко-фашистскими захватчиками и проявленные при этом отвагу и геройство» был удостоен высокого звания Героя Советского Союза с вручением ордена Ленина и медали «Золотая Звезда».
В 1945 году окончил Ульяновское танковое училище. В 1947 году в звании младшего лейтенанта он был уволен в запас. Проживал и работал на родине.
Был также награждён орденом Отечественной войны 1-й степени и рядом медалей.